# Amalie Redlich
Amalie Redlich, geb. Zuckerkandl, (* 18. April 1868 in Budapest, Kaisertum Österreich; † 1941 in Lodz) war unter anderem eine Kunstsammlerin.

## Biografie
Amalie Redlich wurde 1868 als Amalie Zuckerkandl in Budapest geboren. Ihr Vater war Leon Zuckerkandl, ihre Mutter Eleonore Zuckerkandl (1828–1900) geborene König.
Redlich heiratete 1893 Julius Rudinger. Aus dieser Ehe stammte ihre Tochter Mathilde. 1901 ließ sie sich von Julius Rudinger scheiden und heiratete den Neuropathologen Emil Redlich (geb. 1866 in Brünn). Amalie Redlich hatte vier Geschwister, die alle eine wichtige Rolle im gesellschaftlichen und wirtschaftlichen Leben der Zeit spielten: Victor Zuckerkandl war Industrieller, Kunstsammler und Erbauer des Sanatoriums Purkersdorf. Emil Zuckerkandl war Anatom und Hochschulprofessor und mit der Schriftstellerin Berta Zuckerkandl verheiratet. Otto Zuckerkandl war Urologe, Chirurg und Hochschulprofessor. Seine erste Frau Amalie wurde von Gustav Klimt porträtiert (Porträt der Amalie Zuckerkandl, 1917–1918, Österreichische Galerie im Belvedere). Robert Zuckerkandl war Jurist und Hochschullehrer in Prag.
Nach dem Tod ihres Bruders Victor und dessen Frau Paula Zuckerkandl erbte Amalie Redlich 1927 einen Teil des Sanatoriums Purkersdorf. Sie zog in die „Villa Eugen“ auf dem Sanatoriumsgelände. 1935 zogen ihre Tochter Mathilde Jorisch und ihr Enkel Georg Jorisch ebenfalls nach Purkersdorf. Aus dem Nachlass ihres Bruders erwarb Amalie Redlich mehrere Gemälde: Von Gustav Klimt Litzlberg am Attersee, Kirche in Cassone und Ferdinand Georg Waldmüller Der Schulgang
Der „Anschluss“ Österreichs und die damit einhergehende Judenverfolgung hatte gravierende Folgen für die jüdische Familie. 1939 floh Amalies Schwiegersohn Luis Jorisch mit seinem Sohn Georg (später: Georges genannt) nach Belgien. Amalie Redlich blieb zusammen mit ihrer Tochter Mathilde in Purkersdorf. Im Sommer 1939 wurde das Sanatorium Purkersdorf durch die Kontrollbank für Industrie und Handel enteignet. Amalie Redlich und ihre Tochter erhielten zunächst ein Wohnrecht in einem Nebengebäude. 1941 wurden die beiden nach Litzmannstadt deportiert und ermordet.

## Nachlass
Nach Amalie Redlichs Deportation wurde ihre Kunstsammlung von einem mit der Gestapo kooperierenden Möbelhändler abtransportiert. Friedrich Welz erwarb bei diesem 1941 die Gemälde Litzlberg am Attersee und Kirche in Cassone von Gustav Klimt. Kirche in Cassone wurde vor 1945 an eine Privatperson weiterverkauft. Litzlberg am Attersee tauschte Friedrich Welz mit der Salzburger Landesgalerie, 1982 kam es in den Bestand der Modernen Galerie und Graphischen Sammlung Rupertinum – heute Museum der Moderne Salzburg genannt.
Amalie Redlichs Enkel Georges Jorisch überlebte in Belgien den Nationalsozialismus. Sein Vater Luis Jorisch kehrte 1947 nach Wien zurück, um den Nachlass seiner Schwiegermutter zu suchen. Er wurde jedoch nicht fündig. Georges Jorisch wanderte in den 1950er Jahren nach Kanada aus. Ende der 1990er Jahre begann er mit der Suche nach den verschwundenen Gemälden. Im Zuge einer privaten Restitution wurde 2009 Kirche in Cassone von Gustav Klimt an Georges Jorisch zurückgegeben. 2011 gab das Land Salzburg Litzlberg am Attersee von Gustav Klimt zurück, das sich in der Sammlung des Museum der Moderne Salzburg befand. Als Dank für diese Restitution spendete Georges Jorisch eine großzügige Summe für den Umbau des ehemaligen Wasser- und Aussichtsturms auf dem Mönchsberg. Dieses Gebäude trägt seit 2014 den Namen Amalie-Redlich-Turm.
Das Gemälde Der Schulgang von Ferdinand Georg Waldmüller erwarb Georges Jorisch aus Privatbesitz zurück und schenkte es dem Musée des Beaux-Arts Montreal, um der Stadt für seine Aufnahme nach dem Zweiten Weltkrieg zu danken.

## Einzelnachweis
1. ↑  „Das ganze Geheimnis war, sich tot zu stellen.“ Interview mit Georges. Zeitgeschichte H. 45, 2011, S. 22ff.

| Personendaten    | Personendaten                  |
| ---------------- | ------------------------------ |
| NAME             | Redlich, Amalie                |
| ALTERNATIVNAMEN  | Zuckerkandl, Amalie            |
| KURZBESCHREIBUNG | Kunstsammlerin                 |
| GEBURTSDATUM     | 18. April 1868                 |
| GEBURTSORT       | Budapest, Kaisertum Österreich |
| STERBEDATUM      | 1941                           |
| STERBEORT        | Lodz                           |